# Knotsen! Schedelsplijters uit de Stille Zuidzee
Knotsen! Schedelsplijters uit de Stille Zuidzee was een tentoonstelling die van 6 oktober 2006 tot 28 januari 2007 te zien was in het Tropenmuseum in Amsterdam. De tentoonstelling toonde ruim vijftig, voor het merendeel kunstig uitgesneden antieke knotsen uit alle delen van de Grote Oceaan. 
De knotsen, zowel oorlogs- als statuswapens, die gezwaaid werden tijdens rituele dansen, kwamen alle uit eigen bezit van het museum en waren de meest sprekende of bijzondere exemplaren uit een veel grotere collectie. Het besluit om deze selectie van Oceanische wapens uit het depot te halen was dat het overgrote deel daarvan nog nooit in hun onderlinge samenhang aan het publiek was getoond. Benadrukt werd dat knotsen de kenmerkende wapens zijn van Oceanië, en vooral van de eilandengroepen Melanesië en Polynesië. De knotsen variëren in lengte van enkele decimeters, zoals sommige korte Maori handknotsen van hout, steen of bot, tot bijna twee meter lange vecht- en pareerstokken met een verdikt uiteinde om slagen mee uit te delen. De meest elementaire vormen komen uit Nieuw-Guinea waar de meeste gevechtsknotsen bestaan uit een steel met een schijf- of stervormig geslepen slagsteen.
Tijdens de selectie van de wapens voor de expositie kwam aan het licht dat in de collectie van het Tropenmuseum zich dertien objecten bevinden - twaalf knotsen en een houten voedselstamper - die waren verzameld tijdens een Franse expeditie naar de Grote Oceaan onder admiraal Antoine de Bruni d’Entrecasteaux gedurende de jaren 1791-1794. De expeditie was op zoek naar de spoorloos verdwenen zeevaarder Jean-François de La Pérouse en verzamelde onderweg tevens biologische specimina en andere objecten. Op de terugtocht naar Frankrijk werd Surabaja aangedaan, waar door expeditieleden verkochte etnografische objecten in handen kwamen van Sebastiaan Cornelis Nederburgh. Een nazaat van hem, C.B. Nederburgh, schonk in 1912 de voorwerpen aan het Ethnographisch Museum Artis, waarvan de collectie op papier al sinds 1910 behoorde aan het in oprichting zijnde Amsterdamse Koloniaal Instituut, nu Koninklijk Instituut voor de Tropen waarvan het Tropenmuseum een onderdeel is. De knotsen behoren tot de oudste westerse collecties uit de Grote Oceaan en zijn slechts enkele jaren later verzameld dan die tijdens de laatste expeditie van James Cook uit 1776.
Van de knotsententoonstelling is geen catalogus verschenen; over de objecten verzameld door de Franse expeditie en nu in het Tropenmuseum, verscheen een apart boek.    